# Tianhe Feng
Tianhe Feng (chinesisch 恬和峰 ‚Gipfel der Ruhe/des Friedens‘) ist ein Nunatak im ostantarktischen Prinzessin-Elisabeth-Land. In den Grove Mountains ragt er südwestlich des Mount Harding und unmittelbar südlich des Ausläufers der Moräne Xidi Suishidai auf.
Chinesische Wissenschaftler benannten ihn im Jahr 2000.